# Osedżowie
Osedżowie (ang. Osage; osage Ni Okašką, 𐓁𐓣 𐓂𐓤𐓘𐓯𐓤𐓘͘) – plemię Indian północnoamerykańskich, używające języka z grupy siouańskich, zaliczane do grupy Siuksów Południowych.

## Pochodzenie
Osedżowie pochodzą pierwotnie z doliny rzeki Ohio, z terenów dzisiejszego stanu Kentucky. Po latach wojen z Irokezami, w połowie XVII wieku, przenieśli się na zachód od rzeki Missisipi, na tereny współczesnych stanów Arkansas, Missouri, Kansas i Oklahoma. W latach swojej największej świetności (początki XVIII wieku), byli najpotężniejszym indiańskim plemieniem w tym rejonie, kontrolującym tereny pomiędzy rzekami Missouri i Red.

## Charakterystyka
Malarz George Catlin mówił o nich jako najwyższych ludziach w Ameryce Północnej, misjonarz Isaac McCoy nazwał ich z kolei bardzo walecznymi i odważnymi, a pisarz Washington Irving najprzystojniejszymi.

## Morderstwa Osedżów
W okresie między 1918 a latami 30. XX wieku, Osedżowie byli ofiarami seryjnych morderstw umotywowanych chęcią przejęcia w spadku praw do dzierżawionych koncernom naftowym, wysoce dochodowych, roponośnych terenów należących do ich plemienia.

## Znani Osedżowie
- Charles Curtis – wiceprezydent USA w latach 1929–1933, był w 1/8 Osedżem
- Larry Sellers – aktor, znany z roli Tańczącej Chmury w serialu Doktor Quinn, pochodzi częściowo z Osedżów
- Maria Tallchief – tancerka klasyczna
- Clarence Tinker – amerykański generał w czasie II wojny światowej

Plemię Osedżów pojawia się w książce Domek na prerii Laury Ingalls Wilder. Jego wódz; Sodlat du Chene (postać autentyczna lub inspirowana autentyczną), zapobiega planowanej przez inne plemiona masakrze białych osadników. W ekranizacji powieści, z roku 1974, zagrał go Victor Mohica.